# Leandro Ángel Herrero
Leandro Ángel Herrero Redondo (Madrid, 12 de octubre de 1837[cita requerida]-Aldeacentenera, 25 de marzo de 1904) fue un periodista y escritor español. 

## Biografía
Era hijo de Tomás Herrero, natural de Madrid, y de Isabel Redondo, de Ciruelas. Durante la década de 1860 escribió en la capital de España para la revista literaria La Violeta y fue redactor de diversos periódicos. Después de la Revolución Septembrina, se incorporó a las filas carlistas y dirigió el periódico El Rigoleto. En 1873, iniciada la tercera guerra carlista, publicó una obra en apoyo a la causa católico-monárquica titulada El gobierno carlista, lo que es en teoría y práctica. 
Durante la década de 1880 era corresponsal en Madrid de El Correo Catalán. En 1888 fue cofundador y redactor jefe del nuevo órgano de prensa del partido carlista, El Correo Español, del que poco después sería director, sucediendo a Luis María de Llauder. Fue asimismo colaborador de La Ilustración Católica  y redactor de El Siglo Futuro y de otros periódicos y un estrecho colaborador de Juan Vázquez de Mella, de quien era muy amigo. Hizo uso de los pseudónimos «Tulio» y «Luis Fidancia».

## Obras
- El monasterio de Yuste, leyenda tradicional del siglo XVI (1859)
- Las obras de misericordia al alcance de los niños (1867)
- El monje del monasterio de Yuste (1871, 1883, 1911)[8]
- Cabrera y los carlistas (1872)[8]
- El gobierno carlista, lo que es en teoría y práctica (1873)
- Historia de León XIII (1879)

### Teatro
- Leyes de honor (1873)
- Enseñar al que no sabe (1877)
- Trabajar por cuenta propia (1878)
- La tabla de salvación (1878)
- La mejor victoria (1880)